# Otites erythrosceles
Otites erythrosceles är en tvåvingeart som beskrevs av Steyskal 1966. Otites erythrosceles ingår i släktet Otites och familjen fläckflugor. Inga underarter finns listade i Catalogue of Life.